# Zlatna arena za kostimografiju
Sljedeći popis navodi dobitnike Zlatne arene za kostimografiju na Festivalu igranog filma u Puli.

## Popis dobitnika

### Za vrijeme socijalističke Jugoslavije (1955. – 1990.)
| Godina | Dobitnik                                    | Originalni naslov(i)                        |                                             |
| ------ | ------------------------------------------- | ------------------------------------------- | ------------------------------------------- |
| 1978.  | Hasan Sučeski                               | Ljubav i bijes                              |                                             |
| 1979.  | Milena Kumar                                | Draga moja Iza                              |                                             |
| 1980.  | Jasna Petrović                              | Svetozar Marković                           |                                             |
| 1981.  | Ljiljana Dragović                           | Dorotej                                     |                                             |
| 1982.  | Divna Jovanović                             | Smrt gospodina Goluže                       |                                             |
| 1983.  | Saša Kuljač                                 | Nešto između                                |                                             |
| 1984.  | Nadežda Perović                             | O pokojniku sve najlepše                    |                                             |
| 1985.  | Alenka Bartl                                | Dedeščina                                   |                                             |
| 1986.  | Irena Felicijan                             | Kormoran                                    |                                             |
| 1987.  | Milena Kumar                                | Ljubezni Blanke Kolak                       |                                             |
| 1988.  | Ika Škomrlj                                 | Glembajevi                                  |                                             |
| 1989.  | Biljana Dragović (podijeljena)              | Boj na Kosovu                               |                                             |
| 1989.  | Ljiljana Dragović (podijeljena)             | Boj na Kosovu                               |                                             |
| 1990.  | Kategorija kostimografije bila je otkazana. | Kategorija kostimografije bila je otkazana. | Kategorija kostimografije bila je otkazana. |

### Za samostalne Hrvatske (1992.–danas)
| Godina | Dobitnik                                    | Originalni naslov(i)                        |                                             |
| ------ | ------------------------------------------- | ------------------------------------------- | ------------------------------------------- |
| 1991.  | Festival je bio otkazan.[A]                 | Festival je bio otkazan.[A]                 | Festival je bio otkazan.[A]                 |
| 1992.  | Maja Galasso                                | Čaruga                                      |                                             |
| 1993.  | Kategorija kostimografije bila je otkazana. | Kategorija kostimografije bila je otkazana. | Kategorija kostimografije bila je otkazana. |
| 1994.  | Natjecateljski program bio je otkazan.[B]   | Natjecateljski program bio je otkazan.[B]   | Natjecateljski program bio je otkazan.[B]   |
| 1995.  | Vjera Ivanković                             | Svaki put kad se rastajemo                  |                                             |
| 1996.  | Vanda Ninić                                 | Kako je počeo rat na mom otoku              |                                             |
| 1997.  | Lada Gamulin                                | Treća žena                                  |                                             |
| 1998.  | Ruta Knežević                               | Transatlantik                               |                                             |
| 1999.  | Ruta Knežević                               | Da mi je biti morski pas                    |                                             |
| 2000.  | Ksenija Jeričević                           | Nebo, sateliti                              |                                             |
| 2001.  | Ana Savić-Gecan                             | Sami                                        |                                             |
| 2002.  | Ruta Knežević                               | Prezimiti u Riju                            |                                             |
| 2003.  | Ante Tonči Vladislavić                      | Svjetsko čudovište                          |                                             |
| 2004.  | Ana Savić-Gecan                             | Sto minuta slave                            |                                             |
| 2005.  | Željka Franulović                           | Snivaj, zlato moje                          |                                             |
| 2006.  | Željko Nosić (podijeljena)                  | Libertas                                    |                                             |
| 2006.  | Nina Silobrčić (podijeljena)                | Libertas                                    |                                             |
| 2006.  | Franc Pastieri (podijeljena)                | Libertas                                    |                                             |
| 2007.  | Sanja Šeler                                 | Pjevajte nešto ljubavno                     |                                             |
| 2008.  | Željka Franulović                           | Nije kraj                                   |                                             |
| 2009.  | Doris Kristić                               | U zemlji čudesa                             |                                             |
| 2010.  | Zorana Meić                                 | Šuma summarum                               |                                             |
| 2011.  | Barbara Bourek                              | Lea i Darija                                |                                             |
| 2012.  | Slavica Šnur                                | Sonja i bik                                 |                                             |
| 2013.  | Emina Kušan                                 | Zagonetni dječak                            |                                             |
| 2014.  | Vedrana Rapić                               | Broj 55                                     |                                             |
| 2015.  | Ana Savić-Gecan                             | Zvizdan                                     |                                             |
| 2016.  | Ivana Zozoli Vargović                       | Sve najbolje                                |                                             |
| 2017.  | Katarina Pilić                              | Ne gledaj mi u pijat                        |                                             |
| 2018.  | Morana Starčević                            | Osmi povjerenik                             |                                             |
| 2019.  | Selena Orb                                  | Posljednji Srbin u Hrvatskoj                |                                             |
| 2020.  | Sara Giancane (podijeljena)                 | Mare                                        |                                             |
| 2020.  | Valentina Vujović (podijeljena)             | Mare                                        |                                             |
| 2021.  |                                             | nije dodijeljena                            |                                             |
| 2022.  | Ana Savić-Gecan                             | Stric                                       |                                             |
| 2023.  | Ivana Zozoli Vargović                       | Dnevnik Pauline P.                          |                                             |

### Najnagrađivaniji kostimografi u ovoj kategoriji (1978.-danas)
| Br. nagrada | Dobitnik              | Godine                 |
| ----------- | --------------------- | ---------------------- |
| 4           | Ana Savić-Gecan       | 2001, 2004, 2015, 2022 |
| 3           | Ruta Knežević         | 1998, 1999, 2002       |
| 2           | Milena Kumar          | 1979, 1987             |
| 2           | Ljiljana Dragović     | 1981, 1989             |
| 2           | Željka Franulović     | 2005, 2008             |
| 2           | Ivana Zozoli Vargović | 2016, 2023             |